# Championnat des Émirats arabes unis de football 1987-1988
Navigation
Saison suivante Saison suivante
La saison 1987-1988 du Championnat des Émirats arabes unis de football est la quinzième édition du championnat national de première division aux Émirats arabes unis. Les douze meilleures équipes du pays sont regroupées au sein d'une poule unique où elles s'affrontent deux fois, à domicile et à l'extérieur. En fin de saison, le dernier du classement est relégué et remplacé par le meilleur club de deuxième division.
C'est le club d'Al Wasl Dubaï qui remporte la compétition, après avoir terminé en tête du classement final, avec dix points d'avance sur le tenant du titre, Sharjah SC et dix-sept sur un duo composé d'Al Ahly Dubaï et d'Al-Khaleej Club. C'est le 4e titre de champion des Émirats arabes unis de l'histoire du club.

## Les clubs participants
| - Sharjah SC - Al-Wahda Club - Al Ahly Dubaï - Emirates Club - Al Ain Club - Ras AlKhaima Club | - Al Nasr Dubaï - Al Shabab Dubaï - Al-Khaleej Club - Al Wasl Dubaï - Al Sha'ab Sharjah - Al Ittihad Kalba |

## Compétition

### Classement
Le classement est établi sur le barème de points classique (victoire à 3 points, match nul à 1, défaite à 0).
| Rang | Équipe            | Pts | J  | G  | N | P  | Bp | Bc | Diff |
| ---- | ----------------- | --- | -- | -- | - | -- | -- | -- | ---- |
| 1    | Al Wasl Dubaï     | 52  | 22 | 17 | 1 | 4  | 65 | 24 | +41  |
| 2    | Sharjah SC (T)    | 42  | 22 | 12 | 6 | 4  | 47 | 32 | +15  |
| 3    | Al Ahly Dubaï (C) | 35  | 22 | 9  | 8 | 5  | 33 | 17 | +16  |
| 4    | Al-Khaleej Club   | 35  | 22 | 9  | 8 | 5  | 21 | 19 | +2   |
| 5    | Al Ain Club       | 33  | 22 | 9  | 6 | 7  | 26 | 24 | +2   |
| 6    | Al Sha'ab Sharjah | 32  | 22 | 9  | 5 | 8  | 28 | 27 | +1   |
| 7    | Al Shabab Dubaï   | 31  | 22 | 9  | 4 | 9  | 36 | 32 | +4   |
| 8    | Al Nasr Dubaï     | 29  | 22 | 7  | 8 | 7  | 32 | 25 | +7   |
| 9    | Al-Wahda Club     | 26  | 22 | 6  | 8 | 8  | 20 | 24 | -4   |
| 10   | Emirates Club     | 21  | 22 | 5  | 6 | 11 | 19 | 29 | -10  |
| 11   | Al-Ittihad Kalba  | 14  | 22 | 3  | 5 | 14 | 21 | 54 | -33  |
| 12   | Ras AlKhaima Club | 12  | 22 | 3  | 3 | 16 | 16 | 57 | -41  |

|  | Qualification pour la Coupe des clubs champions du golfe Persique 1989                      |
|  | Relégation en deuxième division                                                             |
|  | (T) : Tenant du titre (C) : Vainqueur de la Coupe des Émirats arabes unis (P) : Promu de D2 |

## Bilan de la saison
| Championnat des Émirats arabes unis de football 1987-1988                        |                          |
| Champion                                                                         | Al Wasl Dubaï (4e titre) |
| Coupes et trophées                                                               |                          |
| Vainqueur de la Coupe des Émirats arabes unis 1987-1988                          | Al Ahly Dubaï            |
| Qualifications continentales                                                     |                          |
| Coupe des clubs champions du golfe Persique 1989                                 | Al Wasl Dubaï            |
| Promotions et relégations                                                        |                          |
| Promus en UAE Football League                                                    | Al Jazira Club           |
| Promus en UAE Football League                                                    | Bani Yas Club            |
| Relégués en Championnat des Émirats arabes unis de football de deuxième division | Al-Ittihad Kalba         |
| Relégués en Championnat des Émirats arabes unis de football de deuxième division | Ras AlKhaima Club        |